# Lankanectes corrugatus
A Lankanectes corrugatus a kétéltűek (Amphibia) osztályának békák rendjébe, a Nyctibatrachidae családjába, azon belül a Lankanectes nembe  tartozó faj. Srí Lanka endemikus faja.
A Lankanectes corrugatus mocsaras vidékek lassú folyású vizeiben él. Elterjedt faj. Élőhelyére veszélyt jelent a mezőgazdasági tevékenységből eredő szennyezés, és az élőhelyéül szolgáló területek lecsapolása.